# Croix de cimetière de Bréal-sous-Montfort
La croix de cimetière de Bréal-sous-Montfort est une croix monumentale située près de l’église de Bréal-sous-Montfort, dans le département français d'Ille-et-Vilaine, région Bretagne.

## Localisation
La croix se trouve place Saint-Malo, contre la façade sud de l’église, à droite du monument aux morts et à gauche du clocher.

## Historique
La croix date du XVIe siècle et fait l’objet d’une inscription au titre des monuments historiques depuis le 8 mai 1933.

## Description et architecture
Cette croix de cimetière se compose d'un fût à section octogonale, portant une croix de section plus étroite, elle aussi octogonale. Le Christ qu'elle porte est nimbé et protégé d'un toit à double pente.

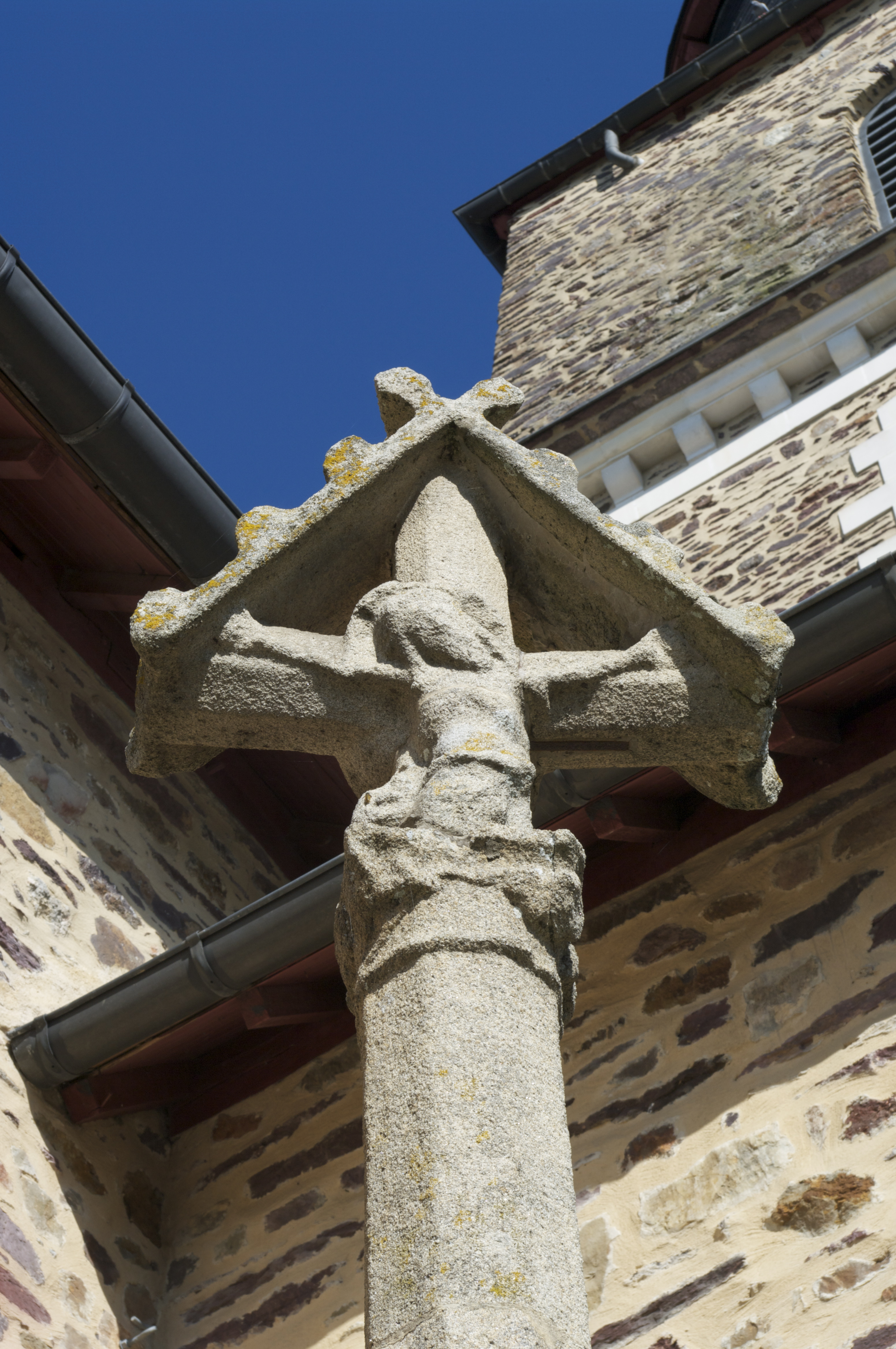
Détail du sommet de la croix, avec le Christ nimbé et protégé d'un toit.